# Ablitech, Inc.
Ablitech, Inc. — биотехнологическая компания, основанная в Хаттисберге, штат Миссисипи, США, специализирующаяся на разработке и коммерциализации платформенных технологий, которые лечат и защищают организм человека.

## История
Компания Ablitech была основана в 2006 году доктором Лизой Кемп, доктором Ником Хаммондом и доктором Кеннетом Мэлоу на основе технологий, лицензированных Университетом Южной Миссисипи.
Создание Ablitech стало прямым результатом программы Национального научного фонда IGERT — междисциплинарной учебной программы, обучающей американских ученых и инженеров, опираясь на основы их дисциплинарных знаний с помощью междисциплинарной подготовки.
В 2011 году Ablitech получила грант в размере 2 миллионов долларов от Министерства обороны США на разработку терапии на основе siRNA для гетеротопического окостенения.
Ablitech находится в биопарке Университета Мэриленда. В начале 2012 года корпорация переехала в Балтимор, штат Мэриленд.

## Исследование
Фирменный продукт Ablitech, VersadelTM, представляет собой технологию доставки платформы нуклеиновых кислот, которая обеспечивает нетоксичный, биосовместимый метод системной и локальной доставки антисмысловой ДНК и siRNA в организм.

## Награды
- Премия инноватора PineBelt, 2008.
- Награда «Придумай свое будущее», 2006.
- Национальный конкурс бизнес-планов по технологиям FedEx, 2006.